# Orlando Fundichely
Orlando Óscar Fundichely García (La Habana, 26 de septiembre de 1968) es actor cubano con nacionalidad peruana y estadounidense. Tuvo una carrera ascendente en su país natal, para en 1994 migrar a Lima, Perú, donde también desarrolló su carrera actoral en telenovelas.

## Biografía
Hijo de ingeniero de sonido y primera actriz cubana Doris García. Con 7 meses, debutó en televisión en su natal Cuba rodando algunos anuncios y participando en campañas publicitarias gracias a su madre. 
Con 5 años, participó en el programa El cuento. Se formó como actor en Cuba en un taller de teatro y televisión. Su personaje más popular en la TV cubana fue Suchel en la serie Su propia guerra.  
Con 17 años, participó en la telenovela Sólo el amor. Más tarde, participó en las telenovelas venezolanas Cruz de nadie y La hija del presidente junto a Mariela Alcalá.  
Después, participó en varias películas, comerciales en Miami y participó en la telenovela Luz María en el papel de Sergio. Siguió actuando en telenovelas tales como Cosas del amor en el papel de Martín y María Emilia, querida en el papel de Lalo. 
En 1999 se casó con la presentadora peruana Karina Rivera quien tiene hijo de anterior relación con el que Orlando simpatizó desde el primer momento. Trabajó dando vida a Miguel en María Rosa, búscame una esposa con la que obtuvo mayor punto de fama muestra su lado humorístico.  
En 2000, nació su primera hija, Doris Alexia.  
En 2003, participó en la telenovela Sofía dame tiempo como Antonio "Toño" Rivas y en 2004 en la telenovela Ángel rebelde como Vicente en la que compartió créditos con grandes actores como Grettell Valdez, Víctor Noriega, Maritza Rodríguez, Osvaldo Ríos y Claudia Islas. 
En 2005, trabajó en la telenovela Soñar no cuesta nada y en 2007 en Acorralada en el papel de Ignacio Montiel, doctor y en la que compartió créditos con Alejandra Lazcano y David Zepeda. 
En 2008, nació su segunda hija llamada Luciana. 
En 2009, volvió a participar en una telenovela esta vez en Los Barriga dando vida a Mario Del Valle, director de una empresa llamada Ángeles. 
En 2011, firmó con Telemundo y se incorporó al elenco de La casa de al lado como Sebastián Andrade, psicólogo que tras 15 años intenta recuperar el amor de su exnovia Pilar. En esta producción, trabajó con grandes actores como Gabriel Porras, Miguel Varoni, Catherine Siachoque y una vez más, volvió a coincidir con Maritza Rodríguez (Pilar) en una telenovela siendo la tercera vez que trabajaban juntos en una. 
En 2012, trabajó en la telenovela de Telemundo Relaciones peligrosas, adaptación de la serie juvenil española Física o química en la que interpretó a Orlando Aragón, fiscal padre de Sebastián, interpretado por Álex Hernández, y Rodrigo. En esta telenovela laboró junto a Sandra Echeverría, Gabriel Coronel, Gonzalo García Vivanco, Ana Layevska y Maritza Bustamante entre otros.
Por su participación en la telenovela Relaciones peligrosas nominado a los Miami Life Awards y a los Premios Tu Mundo de la cadena Telemundo como Mejor actor de reparto.
En 2013, regresó de Miami a Lima e ingresó a la serie peruana Al fondo hay sitio.
En 2015, el actor se mudó a Bolivia y debutó como conductor en el reality juvenil Esto es guerra.
Fundichely concursó en el reality show de baile El gran show: temporada 16 conducido por Gisela Valcárcel donde obtuvo el sexto puesto tras dos meses de competencia. Posteriormente reingresó a la serie peruana Al fondo hay sitio como Carlos Cabrera.
En 2017, parte del elenco de la serie peruana De vuelta al barrio en el papel de Antonio "Tony" Cruz.

## Filmografía

### Televisión
| Año          | Título                          | Personaje             | Notas      |
| ------------ | ------------------------------- | --------------------- | ---------- |
| 1972         | El cuento                       |                       |            |
| 1994         | La hija del presidente          |                       |            |
| 1995         | Cruz de nadie                   |                       |            |
| 1997         | María Celina                    | Diego Alvarado.       |            |
| 1998         | Cosas del amor                  | Martín Lazcano.       |            |
| 1998         | Luz María                       | Sergio Cosío Ludeña.  |            |
| 1999         | María Emilia, querida           | Eduardo Méndez.       |            |
| 2000         | María Rosa, búscame una esposa  | Miguel Cortés.        |            |
| 2003         | Sofía dame tiempo               | Antonio "Toño" Rivas. |            |
| 2004         | Ángel rebelde                   | Vicente Lander.       |            |
| 2005         | Soñar no cuesta nada            | Ricardo Reyes Retana. |            |
| 2007         | Acorralada                      | Ignacio Montiel.      |            |
| 2009         | Los Barriga                     | Mario Del Valle.      |            |
| 2011         | La casa de al lado              | Sebastián Andrade.    |            |
| 2012         | Relaciones peligrosas           | Orlando Aragón.       |            |
| 2013–14 2016 | Al fondo hay sitio              | Carlos Cabrera.       |            |
| 2015         | Esto es guerra                  | Presentador.          |            |
| 2016         | El gran show: segunda temporada | Concursante.          | 6º puesto. |
| 2017         | De vuelta al barrio             | Antonio "Tony" Cruz.  |            |

### Películas
- Reina y rey.
- Sueño tropical.
- Sólo el amor.
- Locos de amor 3.

## Premios y nominaciones
| Año  | Premio                       | Categoría              | Trabajo               | Resultado |
| ---- | ---------------------------- | ---------------------- | --------------------- | --------- |
| 2012 | Premios Tu Mundo             | Mejor actor de reparto | Relaciones peligrosas | Nominado  |
| 2012 | Miami Life Awards            | Mejor actor de reparto | Relaciones peligrosas | Nominado  |
| 2013 | Premios Luces de El Comercio | Mejor actor de TV      | Al fondo hay sitio    | Nominado  |